# Савченко Степан Григорович
Степа́н Григо́рович Са́вченко (22 жовтня 1937 — 17 листопада 2020 року) — художник-аматор, заслужений енергетик України.

## З життєпису
Народився 1937 року в селі Блідча (сучасний Іванківський район Київської області) у родині Ольги Кіндратівни та Григорія Павловича Савченків, виховувався з братом Іваном та сестрою Оксаною. Закінчив семирічку, продовжував навчання у вечірній школі, ПТУ № 11. Закінчив Київський будівельний технікум та Київський інженерно-будівельний інститут, інженер з теплопостачання. Майже 10 років працював начальником дільниці, 42-ге управління Мінмонтажспецбуду УРСР. Згодом керував службою ізоляційних робіт в Київжитлотеплокомуненерго.
Станом на 2012 рік — старший майстер СЦР «Київенерго».
Самодіяльний художник — заохотив до того Михайло Яцишин. Колекціонер живопису — в зібранні понад 50 робіт відомих авторів. Сам написав близько 2500 оригінальних високохудожніх полотен.
Відзначений «Знаком Пошани» київського міського голови (2007).
2009 року присвоєно почесне звання заслуженого енергетика України.
2012 року нагороджений орденом «За заслуги» III ступеня.
2014 року вдостоєний золотої медалі «За високий професіоналізм» Українського фонду культури.
Помер 17 листопада 2020 року на 84-му році життя. Похований в с. Блідча.